# マイナーリーグベースボール
マイナーリーグベースボール（英語: Minor League Baseball, MiLB）は、北米プロ野球リーグの最高峰「メジャーリーグベースボール」(MLB) の傘下リーグ。
「マイナーリーグ」と呼ばれるものの中で最も名が通っているのが、「マイナーリーグベースボール（以下、MiLB）」である。MiLBは、北米の各プロ野球リーグのうち、メジャーリーグベースボール（以下、MLB）所属球団と選手育成契約 (Player Development License, PDL) を結んでいるチームによって形成されたリーグを指す。北米4大プロスポーツリーグのチームがない州や都市では、スポーツに対する関心事のひとつになっている。
MLBドラフト指名を経て入団した選手、国際アマチュアFAとして入団した選手は、まずMLB傘下のMiLBチームに配属され、MLBへの昇格を目指すことになる。

## 直近の変更点
2020年は、新型コロナウイルスの感染拡大の影響で、史上初のMiLB公式戦全試合中止という事態となった。また、1901年から続いたMLB-MiLB間の協約は2020年をもって失効し、2021年からはMLB機構がMiLBの運営を一括統轄し、リーグ構成も大幅に変更されることとなった。2021年以降のMiLB（ルーキーリーグを除く）に関する主な変更点は以下のとおり。角括弧内は2020年の体制。
1. チーム数を120に削減 [変更前は179チーム]
2. クラスを4つに削減 [変更前は6クラス]
3. 各クラス内のリーグを再編（MLBと同様、各クラスの所属チームを地区別に分割） [各クラスに2または3つのリーグが存在]
  - 2021年は「Triple-A West」など、地区名を各リーグの名称にしていたが、2022年からは「パシフィックコーストリーグ」など、かつての伝統的名称をリーグ名に復活採用している[4]。
4. MLBチームと、傘下MiLB（特にAAA）各チームの本拠地とが以前より近接するよう再編し、選手・スタッフ・ファンの遠征負荷を軽減
5. MiLB各球場施設の改善・整備
6. MiLB所属選手の給与アップ（最低保証年額を以前の2～3倍に増額）
7. 実験的な新ルールの積極導入（後述）

## 概要
1. Triple-A / AAA （トリプルA）
2. Double-A / AA （ダブルA）
3. High A / A+ （ハイA）
4. Single-A / A （シングルA）
5. R / ROK （ルーキーリーグ、またはコンプレックスリーグ）

上位順に5階級のクラスに分かれており、各クラス内でMiLB公式戦を開催している。レギュラーシーズン期間は、Single-Aクラス以上が4月から約5ヶ月間、ルーキーリーグが6月から約3ヶ月間。いくつかのリーグでは2シーズン制を採用している。またMLB同様、プレーオフやオールスターゲームも開催される。
MLB球団は、PDLを結んだ各チームに選手・コーチを派遣することで、MiLB所属の複数チームを自らの下部組織としている。Single-Aクラス以上は、各MLB球団が傘下MiLBチームを1ずつ保有しており、各クラス30チームが所属する。なお、MLBの傘下ではないリーガ・メヒカーナ・デ・ベイスボル（メキシカンリーグ）も2020年まではMLBのAAAクラス格付けとなっていたが、2021年の再編に伴いこの格付けは廃止された。
ルーキーリーグ（コンプレックスリーグ）
最下級のルーキーリーグ（コンプレックスリーグ）所属チームは各MLB球団直営であり、PDLを結ぶ対象ではないため、通常MiLBチーム数の計算からは除外されている。ドミニカン・サマーリーグ（DSL）は「アカデミー」とも呼ばれ、当該国や周辺国に在住する下部組織の選手が所属する。また、アメリカ国内のアリゾナ・コンプレックスリーグ（ACL）およびフロリダ・コンプレックスリーグ（FCL）では選手育成のみを目的とし、公式戦はスプリングトレーニングキャンプ地で実施され、入場料も徴収していない。
ルーキーリーグでは、各MLB球団がその年の所属選手数によってチームを分割・統合するケースがあり、リーグ公式戦の登録チーム数が年度によって増減することもある。

### 所属選手
MiLB所属チームには以下の選手が在籍し、練習や公式戦を通して選手の育成や調整を行っている。
1. 契約先のMLB球団がドラフトやFAなどで獲得した選手のうち、40人枠入りしていない選手（マイナー契約選手）
2. 40人枠入りしているが、アクティブ・ロースターから外されている（マイナー降格中）選手
3. 40人枠入りしているが、負傷者リストに登録され、リハビリ中の選手

戦力として有望な選手は随時上位クラスへと昇格していくが、MLB球団のロースターに現在登録されている選手の契約事情などにより枠が空かず、実力があり成績を残していても中々MLBに昇格できないケースが多々ある。このような有望選手が同じMLB球団の下部組織で飼い殺し状態になってしまうことを防ぐため、「ルール5ドラフト」「マイナー・オプション」といった規定が設けられ、MLB昇格のチャンスを得られるようにしている。また、40人枠に登録されていない期間が6年に達した選手も「マイナーリーグFA」となり、シーズン終了後は自由交渉による契約が可能となる。
MLBドラフト、インターナショナルFAなどで毎年多数の選手がMiLBチームに加わり、且つ年齢を重ねるたびに所属可能なクラスも限定されていくため（後述）、必然的にMiLB在籍中に契約解除となる選手も多く、生存競争は厳しいものになる。

#### ロースター
各クラスに所属可能な選手や人数には制限があり、基本的に在籍年数を重ねた選手ほど下位クラスには所属できなくなる。各クラスのリザーブリスト（MLBの40人枠に相当）、アクティブ・ロースターの人数制限、および他の制限などは以下のとおり（2024年時点）:p5-6,p10-11。
| クラス      | クラス      | リザーブ リスト | リザーブ リスト | アクティブ ロースター | 他の選手登録制限                                   | 試合数  |
| ----------- | ----------- | --------------- | --------------- | --------------------- | -------------------------------------------------- | ------- |
| AAA         | AAA         | 165人以内       | 38人以内        | 28人                  |                                                    | 144     |
| AA          | AA          | 165人以内       |                 | 28人                  |                                                    | 138     |
| A+          | A+          | 165人以内       |                 | 30人                  | *6年目以上の選手は2人まで *コーチ兼任選手は1人まで | 132     |
| A           | A           | 165人以内       |                 | 30人                  | *5年目以上の選手は2人まで                          | 132     |
| R           | ACL FCL     | 165人以内       |                 | 無制限                | *4年目以上の選手は3人まで                          | 58 - 60 |
| R           | DSL         | 35人以内        | 35人以内        | 35人                  | *4年目以上の選手は所属不可                         | 56 - 72 |
| （参考）MLB | （参考）MLB | 40人以内        | 40人以内        | 26人                  |                                                    | 162     |

MiLBには、負傷者リスト（7日、60日）のほか、MLBにはない「育成リスト」(Development List) という登録制度がある。MiLBのレギュラーシーズン期間中のみ使用できるリストで、登録には当該選手およびMLB機構の承認が必要となり、MLBの40人枠に入っている選手や、負傷した選手は登録できない。登録中の選手はチームに帯同してトレーニングを行うことはできるが、MiLBのアクティブ・ロースターの人数勘定から外れ、MiLB公式戦には出場できない。リストには少なくとも7日間登録される。実用目的としては「アクティブ・ロースターのバランスを取る」「（若手投手の）投球イニングを制限する」「試合から一時離れ、フォームや投球スタイルなどの改造を行う」といったものがある。

### 球団運営
MLB球団直営の一部チーム（スプリングフィールド・カージナルスなど）を除き、大半のMiLB所属チームは独立資本であり、本拠地を置くアメリカ合衆国やカナダの地方都市で地域密着型の独立採算制の運営を行っている。なお、最初にこの運営システムを導入したのはセントルイス・カージナルスである。MLB球団が契約した選手やコーチの給料・生活費・野球用具代はそれぞれのMLB球団から支払われているものの、経営に必要な経費は自らの試合チケットやグッズ、広告枠の販売によって得る収入から賄われるのが原則である。MLB球団との関係は流動的なものであり、あるMLB球団傘下であったMiLB所属チームが、次のシーズンには別のMLB球団傘下に変わるということもある。

### 選手待遇
映画『フィールド・オブ・ドリームス』で、バート・ランカスターが演じたアーチー・グラハムが「マイナーでの生活は（酷くて）こりごりだった」という台詞を語るなど、近年までマイナー契約選手の生活環境はMLBクラスのそれと比べて非常に過酷であり、待遇格差が大きいとされてきた。
MiLBは別名「ハンバーガー・リーグ」とも呼ばれ（MLBはその対比で「ステーキ・リーグ」と呼ばれる）、実際多くの選手がハンバーガーやホットドッグなどを食べているとされていた。シーズン中の練習日や試合日は球団が食事を用意してくれるものの、粗末なことも多く、2009年にマイナー契約の経験がある門倉健は「食事がリンゴ1個のこともあった」と述べている。2021年には、選手がSNS上に粗末な支給食を公開し、物議を醸したこともあった。ただAAクラス以上であれば、クラブハウスには飲物、アイスクリーム、フルーツ、インスタント食品などが備えられており、選手は自由に飲食することができる。移動も、一人一列のスペースが確保された専用飛行機（チャーター機）利用が基本であるMLBに対し、MiLBではバス移動が基本であり、飛行機を使う場合もエコノミークラス利用が通常である。
2020年まで、マイナー契約選手は数ヶ月あるシーズン期間中のみ給与が支給される規定となっていたこともあり、メジャー契約の経験がまだ無い選手（AAAなど上位クラス在籍選手を除く）の年間収入はアメリカ法が定める最低賃金よりも常に低かった（ただし、職業野球選手はアメリカ公正労働基準法の適用対象外であり、違法状態ではない）。2019年10月にはジャイアンツ傘下AAAサクラメント所属のタイラー・シアー（2018年シーズンはAA所属）が手取り8,216ドル58セントという自身の給与明細（年額）を公開し、アメリカのメディアもマイナーリーガーの過酷な待遇に苦言を呈していた。年俸の他には、必要最低限の野球用具、および遠征の際に日当20～25ドル程度が支給されるだけで、ドラフト上位指名で高額な契約金を手にしている場合などを除き、マイナー契約でプレーし続けている選手が給料のみで生活するのは困難であり、多くの選手はシーズンオフにアルバイトで別に収入を得たり、恋人などの家に居候して食事の世話をしてもらうことで生活のやりくりをしていた。

#### 待遇改善の動き
MLB機構がMiLBを直轄する体制に変わった2021年、MiLB所属選手の給与水準が大きく改善された。さらに2023年3月には、これまでメジャー契約選手のみが加入していたMLBPA（MLB選手会）に、マイナー契約選手も加入するという新しい労働協約が締結され、選手の権利も強化された。
2021年から2023年にMiLB所属選手が獲得した主な権利は以下のとおり。
- （以前まで無給扱いだった）シーズン中以外の期間も賃金が支給される
- シーズン中の居宅、および球場までの移動手段を球団が提供する
- バス1台による移動を、2台での移動に改善
- 活動日の、選手への食事提供（2食分）を球団側の義務とする
- 日当が増額
- 各選手のNIL（パブリシティ権）を、球団から選手に譲渡する

選手の最低保証年俸は以下のとおり（2024年時点）。角括弧内は2019年時点の保証年額。
- メジャー契約（40人枠）選手[注釈 10]
  1. アクティブ・ロースター（26人枠）登録中選手： 740,000ドル
  2. アクティブ・ロースター外で、サービスタイムが1日以上または過去年にもメジャー契約経験がある選手：120,600ドル
  3. アクティブ・ロースター外で、上記のいずれにも該当しない選手：60,300ドル
- マイナー契約（40人枠外）選手
  1. AAA：35,800ドル [11,044ドル]
  2. AA：30,250ドル [7,700ドル]
  3. A+：27,300ドル [6,380ドル]
  4. A：26,200ドル [6,380ドル]
  5. R：19,800ドル [3,480ドル]

### 実験的ルール
MiLB（およびMLBと業務提携する独立リーグ）では、MLBへの導入を見据えた実験的な新ルールがいち早く施行されており、実際にMLBで後年導入されたルールも多い。特に、MLB機構が運営を一括統轄するようになった2021年からは画期的なルールが施行されている。近年加えられた主な新ルールは以下のとおり。角括弧内はMLBでの導入年。
- 2015年 [2023年]：投球間隔、および打者がバッターボックスに入るまでの秒数制限を設けるピッチクロック（AAA、AA）- 2022年はマイナー全リーグで導入
- 2018年 [2020年]：延長タイブレーク制（延長戦では全てのイニングを無死走者二塁から始める）
- 2019年："ABS"（ロボットによるボール・ストライク自動判定）の導入（独立リーグのアトランティックリーグで導入、2021年以降マイナー各リーグで順次導入）
- 2019年：投手は、牽制球の前に必ず投手板から足を外さなければならない（アトランティックリーグで導入、2021年にHigh Aでも導入）
- 2021年 [2023年]：一塁・二塁・三塁ベースの大きさを15インチ四方→18インチ四方へ拡大（AAA）- 2022年はマイナー全リーグで導入
- 2021年 [2023年]：投球時、守備側は内野エリアに最低4人の野手を配置しなければならない（AA）
- 2021年 [2023年]：投球時、守備側は二塁の左側、右側の内野エリアにそれぞれ最低2人の野手を配置しなければならない（AA）[注釈 11]
- 2021年 [2023年]：牽制球（および投手板から足を外す行為）は、1打席につき2回まで。3回目以降は、走者をアウトにできなければボークとなる（A）- 2022年はマイナー全リーグで導入
- 2021年：イニング間や投手交代などの時間制限を実施（A）

## 階級と所属リーグ
※2023年時点
| クラス          | 所属リーグ                                                   | 創設   |
| --------------- | ------------------------------------------------------------ | ------ |
| トリプルA (AAA) | インターナショナルリーグ International League                | 2021年 |
| トリプルA (AAA) | パシフィックコーストリーグ Pacific Coast League              | 2021年 |
| ダブルA (AA)    | イースタンリーグ Eastern League                              | 2021年 |
| ダブルA (AA)    | サザンリーグ Southern League                                 | 2021年 |
| ダブルA (AA)    | テキサスリーグ Texas League                                  | 2021年 |
| ハイA (High A)  | サウス・アトランティックリーグ South Atlantic League         | 2021年 |
| ハイA (High A)  | ミッドウエストリーグ Midwest League                          | 2021年 |
| ハイA (High A)  | ノースウエストリーグ Northwest League                        | 2021年 |
| シングルA (A)   | カロライナ・リーグ Carolina League                           | 2021年 |
| シングルA (A)   | フロリダ・ステート・リーグ Florida State League              | 2021年 |
| シングルA (A)   | カリフォルニアリーグ California League                       | 2021年 |
| ルーキー (R)    | アリゾナ・コンプレックスリーグ（ACL） Arizona Complex League | 2009年 |
| ルーキー (R)    | フロリダ・コンプレックスリーグ（FCL） Florida Complex League | 2009年 |
| ルーキー (R)    | ドミニカン・サマーリーグ（DSL） Dominican Summer League      | 2009年 |

## チーム一覧
| AAA | AAA                        | AA | AA               | A+  | A+                             | A   | A                          |
| --- | -------------------------- | -- | ---------------- | --- | ------------------------------ | --- | -------------------------- |
| IL  | インターナショナルリーグ   | EL | イースタンリーグ | MWL | ミッドウエストリーグ           | CAL | カリフォルニアリーグ       |
| PCL | パシフィックコーストリーグ | SL | サザンリーグ     | NWL | ノースウエストリーグ           | CAR | カロライナ・リーグ         |
| —   | —                          | TL | テキサスリーグ   | SAL | サウス・アトランティックリーグ | FSL | フロリダ・ステート・リーグ |

| 地区             | MLB                            | AAA                                              | AA                                         | A+                                        | A                                               |
| アメリカンリーグ | アメリカンリーグ               | アメリカンリーグ                                 | アメリカンリーグ                           | アメリカンリーグ                          | アメリカンリーグ                                |
| ---------------- | ------------------------------ | ------------------------------------------------ | ------------------------------------------ | ----------------------------------------- | ----------------------------------------------- |
| 東地区           | ボルチモア・オリオールズ       | ノーフォーク・タイズIL                           | ボウイ・ベイソックスEL                     | アバディーン・アイアンバーズSAL           | デルマーバ・ショアバーズCAR                     |
| 東地区           | ボストン・レッドソックス       | ウースター・レッドソックスIL                     | ポートランド・シードッグスEL               | グリーンビル・ドライブSAL                 | セイラム・レッドソックスCAR                     |
| 東地区           | ニューヨーク・ヤンキース       | スクラントン・ウィルクスバリ・レイルライダースIL | サマセット・ペイトリオッツEL               | ハドソンバレー・レネゲーズSAL             | タンパ・ターポンズFSL                           |
| 東地区           | タンパベイ・レイズ             | ダーラム・ブルズIL                               | モンゴメリー・ビスケッツSL                 | ボーリンググリーン・ホットロッズSAL       | チャールストン・リバードッグスCAR               |
| 東地区           | トロント・ブルージェイズ       | バッファロー・バイソンズIL                       | ニューハンプシャー・フィッシャーキャッツEL | バンクーバー・カナディアンズNWL           | ダニーデン・ブルージェイズFSL                   |
| 中地区           | シカゴ・ホワイトソックス       | シャーロット・ナイツIL                           | バーミングハム・バロンズSL                 | ウィンストン＝セイラム・ダッシュSAL       | カナポリス・キャノンボーラーズCAR               |
| 中地区           | クリーブランド・ガーディアンズ | コロンバス・クリッパーズIL                       | アクロン・ラバーダックスEL                 | レイクカウンティ・キャプテンズMWL         | リンチバーグ・ヒルキャッツCAR                   |
| 中地区           | デトロイト・タイガース         | トレド・マッドヘンズIL                           | エリー・シーウルブズEL                     | ウェストミシガン・ホワイトキャップスMWL   | レイクランド・フライングタイガースFSL           |
| 中地区           | カンザスシティ・ロイヤルズ     | オマハ・ストームチェイサーズIL                   | ノースウエストアーカンソー・ナチュラルズTL | クアッドシティーズ・リバーバンディッツMWL | コロンビア・ファイアーフライズCAR               |
| 中地区           | ミネソタ・ツインズ             | セントポール・セインツIL                         | ウィチタ・ウィンドサージTL                 | シーダーラピッズ・カーネルズMWL           | フォートマイヤーズ・マイティムールズFSL         |
| 西地区           | ヒューストン・アストロズ       | シュガーランド・スペースカウボーイズPCL          | コーパスクリスティ・フックスTL             | アッシュビル・ツーリスツSAL               | ファイエットビル・ウッドペッカーズCAR           |
| 西地区           | ロサンゼルス・エンゼルス       | ソルトレイク・ビーズPCL                          | ロケットシティ・トラッシュパンダズSL       | トライシティ・ダストデビルズNWL           | インランドエンパイア・シックスティシクサーズCAL |
| 西地区           | オークランド・アスレチックス   | ラスベガス・アビエイターズPCL                    | ミッドランド・ロックハウンズTL             | ランシング・ラグナッツMWL                 | ストックトン・ポーツCAL                         |
| 西地区           | シアトル・マリナーズ           | タコマ・レイニアーズPCL                          | アーカンソー・トラベラーズTL               | エバレット・アクアソックスNWL             | モデスト・ナッツCAL                             |
| 西地区           | テキサス・レンジャーズ         | ラウンドロック・エクスプレスPCL                  | フリスコ・ラフライダーズTL                 | ハブシティ・スパータンバーガーズSAL       | ヒッコリー・クロウダッズCAR                     |
| ナショナルリーグ |                                |                                                  |                                            |                                           |                                                 |
| 東地区           | アトランタ・ブレーブス         | グウィネット・ストライパーズIL                   | ミシシッピ・ブレーブスSL                   | ローム・ブレーブスSAL                     | オーガスタ・グリーンジャケッツCAR               |
| 東地区           | マイアミ・マーリンズ           | ジャクソンビル・ジャンボシュリンプIL             | ペンサコーラ・ブルーワフーズSL             | ベロイト・スカイカープMWL                 | ジュピター・ハンマーヘッズFSL                   |
| 東地区           | ニューヨーク・メッツ           | シラキュース・メッツIL                           | ビンガムトン・ランブルポニーズEL           | ブルックリン・サイクロンズSAL             | セントルーシー・メッツFSL                       |
| 東地区           | フィラデルフィア・フィリーズ   | リーハイバレー・アイアンピッグスIL               | レディング・ファイティン・フィルズEL       | ジャージーショア・ブルークロウズSAL       | クリアウォーター・スレッシャーズFSL             |
| 東地区           | ワシントン・ナショナルズ       | ロチェスター・レッドウイングスIL                 | ハリスバーグ・セネターズEL                 | ウィルミントン・ブルーロックスSAL         | フレデリックスバーグ・ナショナルズCAR           |
| 中地区           | シカゴ・カブス                 | アイオワ・カブスIL                               | テネシー・スモーキーズSL                   | サウスベンド・カブスMWL                   | マートルビーチ・ペリカンズCAR                   |
| 中地区           | シンシナティ・レッズ           | ルイビル・バッツIL                               | チャタヌーガ・ルックアウツSL               | デイトン・ドラゴンズMWL                   | デイトナ・トーテュガスFSL                       |
| 中地区           | ミルウォーキー・ブルワーズ     | ナッシュビル・サウンズIL                         | ビロクシ・シャッカーズSL                   | ウィスコンシン・ティンバーラトラーズMWL   | カロライナ・マドキャッツCAR                     |
| 中地区           | ピッツバーグ・パイレーツ       | インディアナポリス・インディアンズIL             | アルトゥーナ・カーブEL                     | グリーンズボロ・グラスホッパーズSAL       | ブレイデントン・マローダーズFSL                 |
| 中地区           | セントルイス・カージナルス     | メンフィス・レッドバーズIL                       | スプリングフィールド・カージナルスTL       | ピオリア・チーフスMWL                     | パームビーチ・カージナルスFSL                   |
| 西地区           | アリゾナ・ダイヤモンドバックス | リノ・エーシズPCL                                | アマリロ・ソッドプードルズTL               | ヒルズボロ・ホップスNWL                   | バイセイリア・ローハイドCAL                     |
| 西地区           | コロラド・ロッキーズ           | アルバカーキ・アイソトープスPCL                  | ハートフォード・ヤードゴーツEL             | スポケーン・インディアンスNWL             | フレズノ・グリズリーズCAL                       |
| 西地区           | ロサンゼルス・ドジャース       | オクラホマシティ・コメッツPCL                    | タルサ・ドリラーズTL                       | グレートレイクス・ルーンズMWL             | ランチョクカモンガ・クエークスCAL               |
| 西地区           | サンディエゴ・パドレス         | エルパソ・チワワズPCL                            | サンアントニオ・ミッションズTL             | フォートウェイン・ティンキャップスMWL     | レイクエルシノア・ストームCAL                   |
| 西地区           | サンフランシスコ・ジャイアンツ | サクラメント・リバーキャッツPCL                  | リッチモンド・フライングスクウォーレルズEL | ユージーン・エメラルズNWL                 | サンノゼ・ジャイアンツCAL                       |

## 他の関連リーグ
- MLBパートナーリーグ - 北米の独立リーグのうち、MLBとパートナーシップ提携を結んでいるリーグ[2][32]。
  -  アメリカン・アソシエーション
  -  フロンティアリーグ
  -  アトランティックリーグ
  -  パイオニアリーグ - 2020年まではマイナーリーグの1つ。
- MLBドラフトリーグ - 2021年創設。大学野球サマーリーグの1つとして、MLBドラフト指名候補選手たちが一同に集まり公式戦を行う。
- アリゾナ・フォールリーグ - MLB傘下の教育リーグ。